# Berberek
A berberek (berber tifnagh írással: ⴰⵎⴰⵣⵉⵖ vagy ⵎⵣⵗ; arab írással: أمازيغ) Északnyugat-Afrika Magreb régiójában az őslakos, egymással rokon népcsoportok összefoglaló neve. Legismertebb csoportjuk a tuaregek, de kisebb berber közösségek a Magreb régión kívül, például Mali vagy Niger északi részén, Burkina Fasóban vagy az egyiptomi Szíva és Qara oázisokban is megtalálhatók.
A „berber” nevet a kívülállók alkalmazták rájuk, ennek eredete a latin „barbari” (=barbár), amit az ókori rómaiak az Észak-Afrika partjain élő, latinul nem beszélő népekre és magára a területre is vonatkoztattak.
A berber identitást a nyelvhez és a kultúrához való kötődés jelenti. A legfőbb berber nyelvjárást „tamazight” néven illetik.
Észak-Afrikában manapság a berberek többnyire kétnyelvűek, a berber mellett arabul is beszélnek.
Számukra életbevágóan fontos volt a családhoz és a törzshöz való kötődés, hiszen csak így maradhattak életben, ez a kötődés napjainkig megmaradt. A berber közösséget alkotó családok és rokonok egymás közelében laknak, ez különösen a kisebb falvakra jellemző.

## Származás
A berber népek származása, a sok elmélet ellenére, pontosan nem ismert.
Az északnyugat-afrikai Magreb régiót a feltételezések szerint a berberek már legalább i.e. 10 000 óta lakják.

### Genetikai bizonyíték
A genetikai vizsgálatok szerint a legtöbb berber északnyugat-afrikai származású (tehát nem arab), de a berberek többsége elsősorban arabnak tekinti magát, és csak kisebb részüknek van berber öntudata.
Genetikai szempontból jelentős őseik Kelet-Afrikából, a Közel-Keletről, vagy esetleg mindkét helyről egyszerre vándoroltak Északnyugat-Afrikába a felső paleolitikum időszakában, 17 000 évvel ezelőtt.
A kizárólag az apai vonalon öröklődő Y-kromoszóma vizsgálata alapján a népesség a következőképp oszlik meg: 75% felső paleolitikus északnyugat-afrikai (H35, H36 és H38), 13% neolitikus északnyugat-afrikai (H58 és H71), 4% európai (IX csoport, H50, H52) és végül 8% fekete-afrikai (H22, H28).

## Vallás és hitvilág

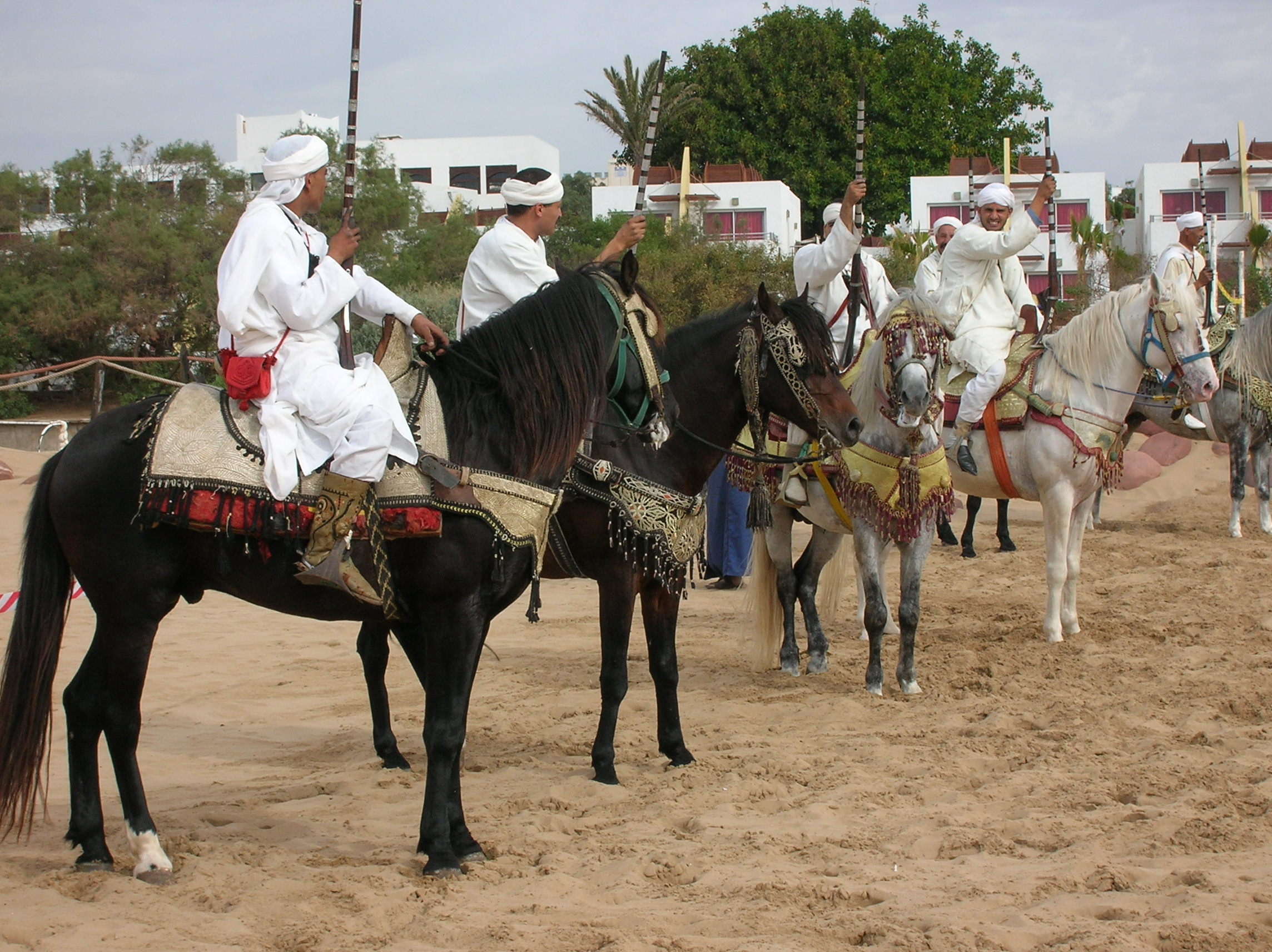
Berber harcosok bemutatója Agadirban (Marokkó)

A túlnyomó többségük napjainkban szunnita iszlám hívő. 
A középkorban, az iszlám elfogadása előtt néhány csoportjuk áttért a keresztény vagy az izraelita hitre, míg mások folytatták a hagyományos berber többistenhitet.

a berberek zászlaja